# Hapalopeza nilgirica
Hapalopeza nilgirica är en bönsyrseart som beskrevs av Wood-mason 1891. Hapalopeza nilgirica ingår i släktet Hapalopeza och familjen Iridopterygidae. Inga underarter finns listade i Catalogue of Life.